# 435 av. J.-C.
Cette page concerne l'année 435 av. J.-C. du calendrier julien proleptique.

## Événements
- 4 janvier (13 décembre 436 du calendrier romain) : à Rome, début du consulat de L. Papirius Crassus et M. Cornelius Maluginensis[1].
- Été : victoire navale de Corcyre sur Corinthe à la bataille du cap Leucimme[2].
  - Un conflit éclate entre Corinthe et Corcyre : Épidamne, colonie de Corcyre, fait appel à elle car les oligarques, chassés de la ville, se sont alliés aux barbares du voisinage pour pratiquer un brigandage insupportable. Les oligarques corcyréens refusent d’intervenir et les démocrates d’Épidamne se tournent vers Corinthe, métropole de Corcyre, qui envoie des colons et des troupes. Les Corcyréens assiègent Épidamne. La guerre éclate entre Corinthe et Corcyre, laquelle réussit à vaincre la flotte corinthienne et à faire capituler Épidamne.
  - Corcyre possède avec 120 navires la seconde flotte de Grèce.

- 25 décembre (13 décembre 435 du calendrier romain) : à Rome, début du consulat de C. Iulius Iullus II et L. (ou Proc.) Verginius Tricostus[1].

- Une clérouquie est installée par les Athéniens à Astacos en Propontide (435-434 av. J.-C.)[3].
- Vers 435, Lamachos est élu stratège à Athènes[4].

## Naissances
- Aristippe de Cyrène
- Archytas de Tarente

## Décès
- Le philosophe Empédocle à Agrigente.